# Wincklerbad

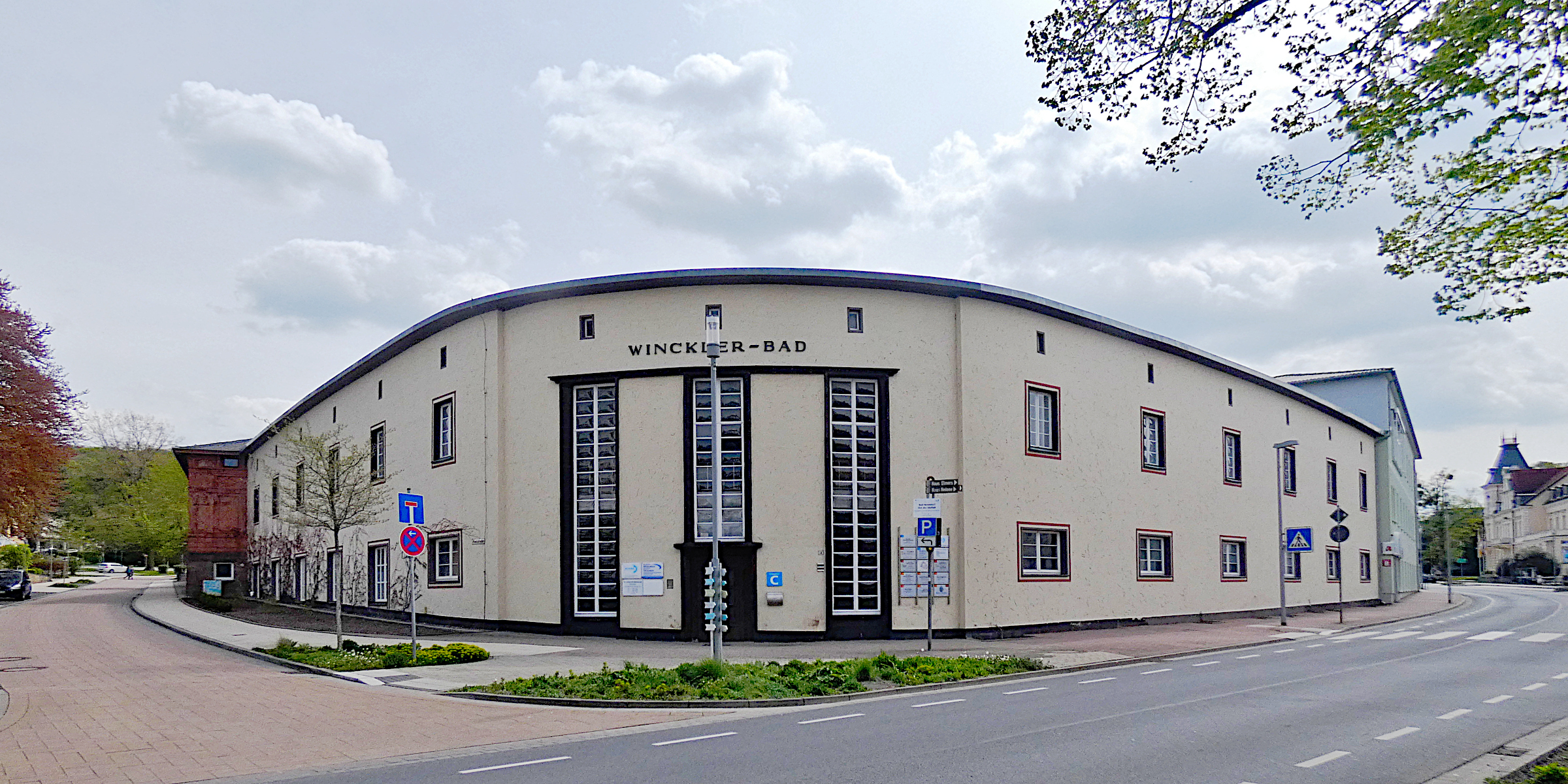
Winckler-Bad (2021)

Das Wincklerbad, oder auch Winckler-Bad, ist ein denkmalgeschütztes Gebäude in Bad Nenndorf im Landkreis Schaumburg in Niedersachsen. Das Gebäude wurde wegen Auseinandersetzungen um seine Nutzung in der Nachkriegszeit als Verhörzentrum Bad Nenndorf bekannt.

## Geschichte

### Schlammbaden in Nenndorf
Nach einem Kuraufenthalt von Jérôme, dem König von Westphalen, gab es in Nenndorf seit 1809 auch Schlammbadekuren. Das dafür bestimmte Badehaus war ein schlichtes Bauwerk, das mehrfach erweitert und 1841 durch ein weiteres Badehaus ergänzt wurde. 1890–92 wurden die als von „dürftigster baulicher Ausstattung“ und ohne Lüftungsmöglichkeit beschriebenen Fachwerkgebäude durch das neu gebaute, luxuriöse Große Schlammbadehaus ersetzt. Das dafür entwickelte Grundkonzept, den Patientenaufenthaltsbereich und den Schlammbereitungsbereich zu trennen wurde bei den späteren Neubauten übernommen.
Wegen steigender Nachfrage wurde 1906 das ähnlich aber wesentlich schlichter ausgestattete, im neobarocken Stil gehaltene, Kleine Schlammbadehaus eröffnet.

### Axel Winckler
Der Balneologe Axel Winckler (1852–1934) war schon 1895 dirigierender königlicher Brunnenarzt in Nenndorf. Er veranlasste zahlreiche Erweiterungen und Neubauten der Kuranlagen, darunter auch das heute nach ihm benannte Gebäude.

### Das Wincklerbad
Im Jahr 1931 wurde als Ersatz für das im Jahr zuvor abgerissene Kleine Schlammbadehaus das später sogenannte Wincklerbad errichtet.
Seine Raumaufteilung entsprach dem beim Großen Schlammbadehaus bewährten Konzept.
Angepasst an die an der Ecke Bahnhofstraße/Poststraße verfügbare Fläche hat das zweigeschossige Gebäude einen halbrunden Grundriss.
Das Badehaus wurde im Bauhausstil errichtet. Der Eingangsbereich liegt an der abgerundeten Ecke. Die Gebäudeseiten sind mit hohen, schmucklosen Fensteröffnungen und großen Wandflächen gestaltet.
Im Wincklerbad gab es über 30 Zellen zur Verabreichung von Schlammpackungen oder Schlammbädern.
Der Gebäudekomplex des Winklerbades mit Nebengebäuden hatte fast 13.000 m² Nutzfläche.
Das Staatsbad Nenndorf warb 1936 mit dem Winckler-Bad als Deutschlands modernstem Schlammbadehaus.

### Internierungslager
Von Juni 1945 bis Juli 1947 dienten das Wincklerbad und umgebende Gebäude als von der Britischen Rheinarmee betriebenes Internierungslager und Verhörzentrum. Zwischen 2006 und 2015 war dies immer wieder Anlass für Aufmärsche der Neonaziszene und Gegendemonstrationen eines Bündnisses von Bürgern in Bad Nenndorf.

### 21. Jahrhundert

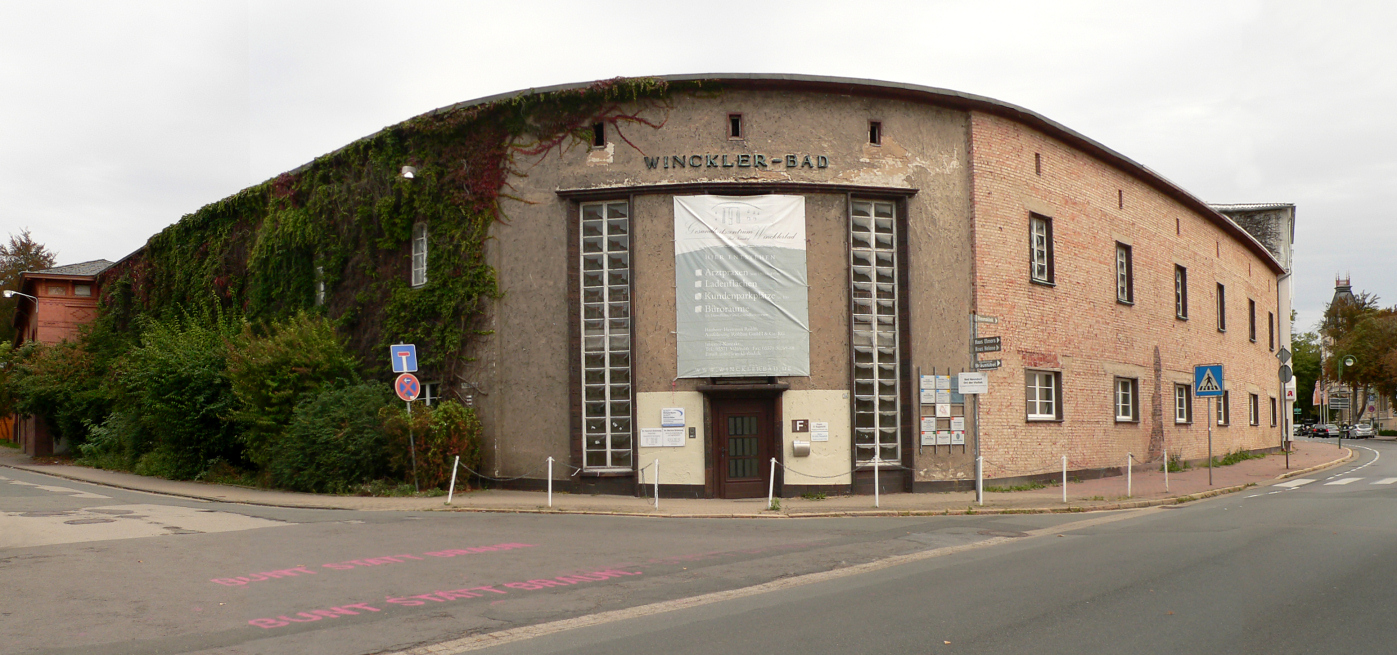
Das Winckler-Bad vor der Renovierung, 2012

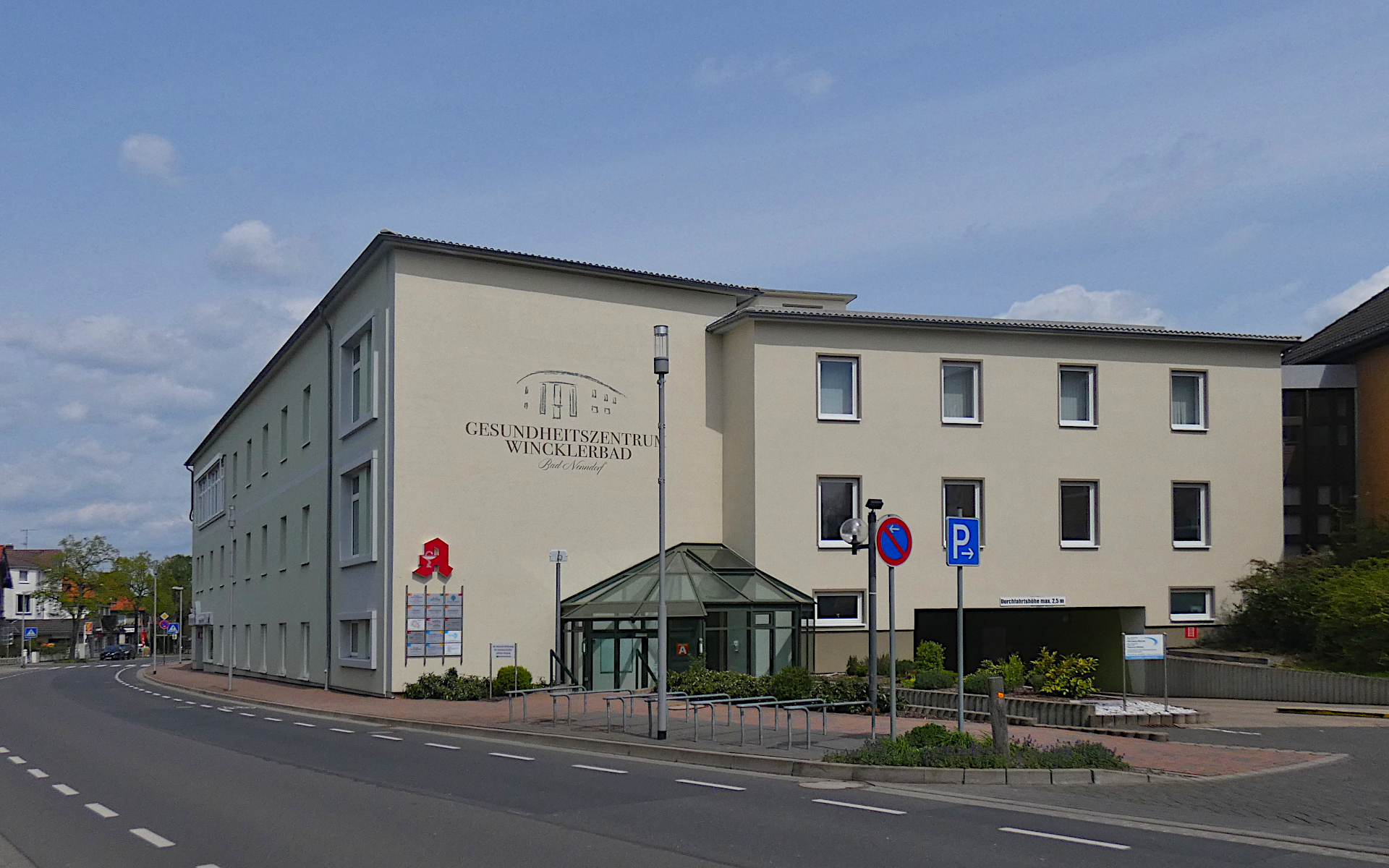
Gesundheitszentrum Wincklerbad, 2021

Im Jahr 2007 wurde der infolge rückläufiger Nachfrage nach Kuren in Nenndorf weitgehend leerstehende Gebäudekomplex verkauft. Der Investor kündigte an, die Heizzentrale und andere Nebengebäude wie den zweistöckigen Verbindungstrakt zum Moorbadehaus abzureißen. Das denkmalgeschützte Hauptgebäude des Wincklerbads wurde renoviert und in Wohnungen und Facharztpraxen aufgeteilt. In einem Gebäudeflügel entstand ein Seniorenwohnheim.